# Christian Ramírez
Christian Ramírez (* 23. Januar 1988) ist ein honduranischer Fußballschiedsrichterassistent. Er steht seit 2012 auf der Liste der FIFA-Schiedsrichter.

## Karriere
Nach Einsätzen bei Qualifikationsspielen wurde er auch für die Zentralamerika- und Karibikspiele 2014 nominiert und hier bei drei Partien, mehrheitlich unter John Pitti, eingesetzt. Nach Einsätzen beim CONCACAF Champions Cup gehörte er auch zu den Nominierten beim Gold Cup 2015, wo er unter wechselnder Leitung drei Mal zum Einsatz kam. Anschließend folgte noch ein Einsatz in der Gruppenphase der U-17-Weltmeisterschaft 2015 unter Héctor Rodríguez. Auch bei der Copa América Centenario 2016 begleitete er im Team von Pitti eine Gruppenpartie.
Auch bei der Copa Centroamericana 2017, beim Gold Cup 2017 und der U-17-Weltmeisterschaft 2017 kam er zum Einsatz. Weiter ging es bei der CONCACAF U-17-Meisterschaft 2019, beim Gold Cup 2019 sowie beim Gold Cup 2021. Zudem war er beim Arabien-Pokal 2021 Teil des Teams von Said Martínez, wo er in drei Spielen, darunter einem Viertelfinale, eingesetzt wurde. Auch beim Gold Cup 2023 war er dabei.
Anfang April 2024 wurde er als Assistent für die Olympischen Sommerspiele 2024 erneut in das Team von Martínez berufen.